# Francesco Battistoni
Francesco Battistoni (Montefiascone, 23 febbraio 1967) è un politico italiano, dal 13 ottobre 2022 deputato alla Camera per Forza Italia, dopo esserne stato senatore della Repubblica dal 23 marzo 2018 al 12 ottobre 2022.

## Biografia
Nato a Montefiascone, ma residente a Proceno, nella provincia di Viterbo, si è laureato in scienze politiche, indirizzo relazioni internazionali, presso l’Università degli Studi "Niccolò Cusano", ha lavorato per molti anni come impiegato nel settore delle assicurazioni e dello sport, sposato ed ha tre figli.

### Gli inizi in politica
Con la discesa in campo nella politica di Silvio Berlusconi aderisce a Forza Italia nel 1994, collocandosi molto vicino ad Antonio Tajani (cosa che rimarrà anche nella rinata Forza Italia), con cui alle elezioni regionali nel Lazio del 1995 si candida tra le liste "Forza Italia - Il Polo Popolare", a sostegno del giornalista Rai e deputato Alberto Michelini, ottenendo nella circoscrizione di Viterbo 3.236 preferenze ma risultando il primo dei non eletti.
Nel 1997 vince il congresso provinciale di Forza Italia a Viterbo, diventando il primo coordinatore eletto del partito di Silvio Berlusconi.
Alle elezioni amministrative del 1997 si candida al consiglio provinciale di Viterbo, tra le liste di Forza Italia a sostegno del candidato presidente del centro-destra Giulio Marini, venendo eletto consigliere provinciale e andando a ricoprire la carica di capogruppo di Forza Italia in consiglio provinciale. Dal 1997 al 1999 ha inoltre coordinato il progetto dell'agenzia per le politiche internazionali della Provincia di Viterbo.
Alle elezioni amministrative del 2000 viene rieletto consigliere provinciale, venendo nominato assessore all'Ambiente e Urbanistica nella giunta provinciale di Viterbo.

### Sindaco di Proceno
Alle elezioni comunali nel Lazio del 2004 viene eletto sindaco del comune di Proceno per una lista civica con il 49,20%.
Alle elezioni amministrative del 2005 viene candidato presidente della provincia di Viterbo per una coalizione di centro-destra: al primo turno ottiene il 49,64%, sfiorando l'elezione, ma al ballottaggio è sconfitto da Alessandro Mazzoli del centrosinistra, che totalizza il 52,34% contro il 47,66% di Battistoni. Viene comunque eletto consigliere provinciale.
Alle elezioni politiche del 2008 viene candidato al Senato della Repubblica, per il Popolo della Libertà nella circoscrizione Lazio, risultando non eletto.
Alle elezioni comunali del 2009 viene rieletto sindaco di Proceno per un secondo mandato con il 66,19% dei voti, ma si dimette nel 2010 a seguito dell'avvenuta elezione in consiglio regionale del Lazio. Sarà poi rieletto consigliere comunale di Proceno nel 2011.

### Consigliere regionale del Lazio
Alle elezioni regionali nel Lazio del 2010 viene eletto consigliere regionale nelle liste del Popolo della Libertà per la provincia di Viterbo con 9.149 preferenze.  Il 29 marzo 2010 viene nominato Assessore regionale alle Politiche Agricole nella neonata giunta di Renata Polverini; lascerà tuttavia la giunta regionale dopo meno di tre mesi, il 20 giugno 2010, in seguito a problematiche riguardanti le quote rosa; al suo posto verrà nominata Angela Birindelli.. Dal 2010 al 2012 ricopre l'incarico di presidente della commissione consiliare Agricoltura.
Riceve parecchia notorietà quando il 24 luglio 2012, diviene capogruppo del PdL in Consiglio Regionale, a seguito della destituzione da tale incarico di Franco Fiorito. Battistoni riscontrerà da subito diverse irregolarità nei conti del gruppo regionale del PdL, per tale ragione incarica due revisori di controllare le carte della gestione Fiorito; inoltre, avendo notato numerosi ammanchi ingiustificati, denuncia lo stesso Fiorito alle autorità competenti. Le indagini dimostrarono da subito che Fiorito avrebbe dirottato ingenti quantità di denaro destinato al gruppo regionale del PdL sui suoi conti bancari italiani ed esteri, per tale ragione il 12 settembre 2012 Fiorito viene indagato per peculato; nel frattempo le indagini della Guardia di Finanza dimostreranno come Fiorito avrebbe fatto, nei due anni in cui era capogruppo del PdL, 109 bonifici, dal conto regionale del PdL al proprio conto corrente, di importi compresi tra 4.000 e 8.000 euro, per un totale di 753.000 euro: questo scandalo venne battezzato dagli organi di stampa come scandalo Fiorito. Tale scandalo, a seguito del clamore mediatico e dell'indignazione popolare, portò il 24 settembre 2012 alle dimissioni da presidente di Renata Polverini.
Alle elezioni politiche del 2013 viene candidato alla Camera dei Deputati nella circoscrizione Lazio 2 nelle liste del Popolo della Libertà, ma non è eletto.
Il 29 aprile 2014 viene nominato vice-coordinatore regionale di Forza Italia nel Lazio dal coordinatore regionale Claudio Fazzone.
Alle elezioni comunali nel Lazio del 2016 si ricandida a sindaco di Proceno, ma ottiene il 43,75% ed è sconfitto dalla sfidante Cinzia Pellegrini (56,25%), viene comunque eletto consigliere comunale.

### Elezione a senatore

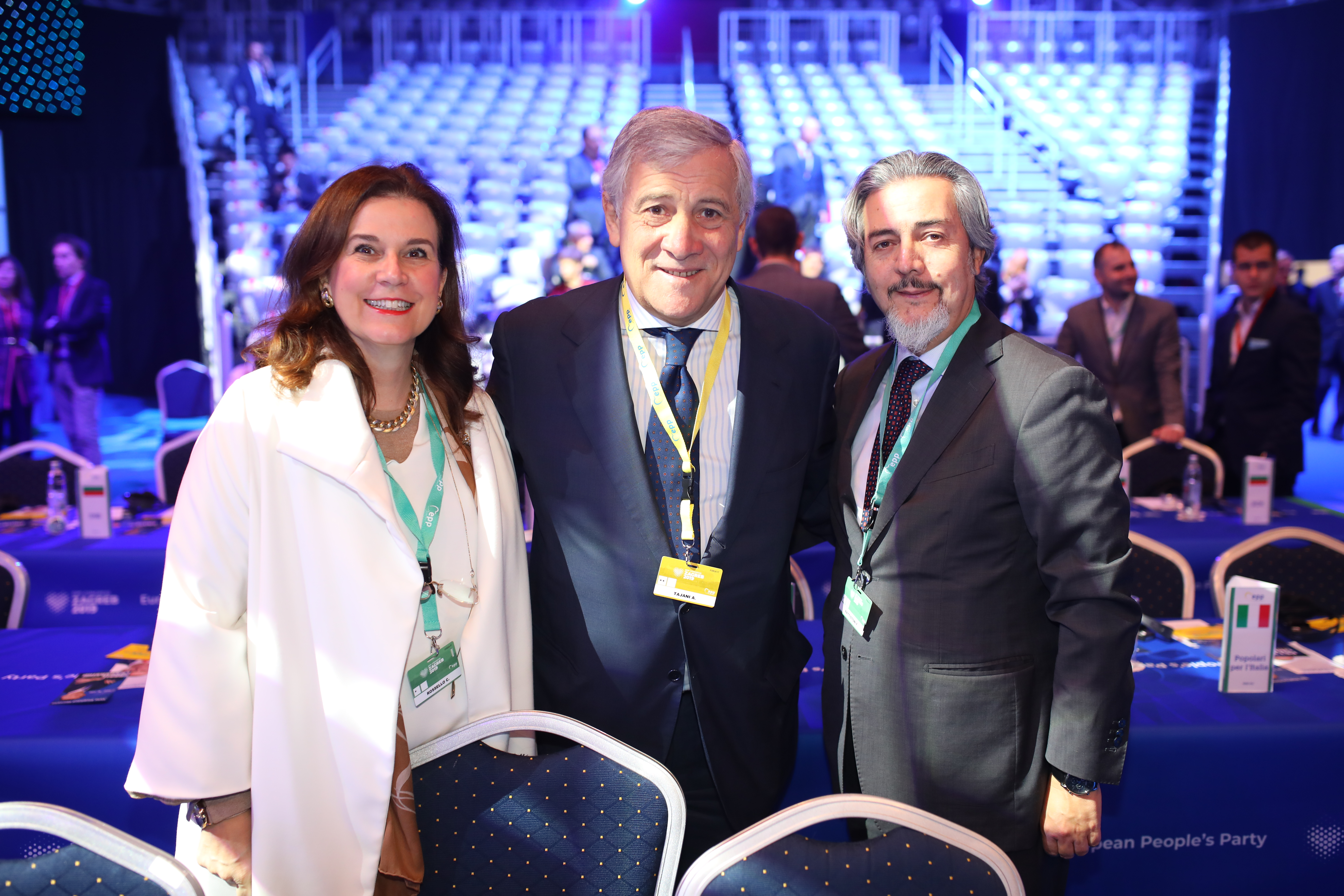
Francesco Battistoni con Antonio Tajani al congresso del PPE in Zagabria nel 2019.

Alle elezioni politiche del 2018 viene candidato al Senato della Repubblica nel collegio uninominale Lazio - 05 (Viterbo), sostenuto dalla coalizione di centro-destra in quota forzista, risultando eletto senatore con il 39,86% dei voti e superando i candidati del Movimento 5 Stelle Alberto Cozzella (32,3%) e del centro-sinistra, in quota PD, Alessandro Mazzoli (19,85%). Nella XVIII legislatura della Repubblica è stato membro, capogruppo per Forza Italia e vicepresidente della 9ª Commissione Agricoltura e produzione agroalimentare, oltreché componente della Commissione parlamentare d'inchiesta per il ciclo illecito dei rifiuti e della Commissione parlamentare d'inchiesta sul sistema bancario e finanziario.
Il 14 settembre 2018 viene nominato Responsabile nazionale del dipartimento agricoltura di Forza Italia, mentre il 24 dicembre 2019 viene nominato commissario regionale nelle Marche.

### Deputato alla Camera
Alle elezioni politiche anticipate del 2022 viene candidato alla Camera dei deputati nel collegio uninominale Marche - 01 (Ascoli Piceno), sostenuto dalla coalizione di centro-destra in quota forzista, venendo eletto deputato con il 47,66% dei voti e superando i candidati del centro-sinistra Meri Marziali (23,25%) e del Movimento 5 Stelle Giorgio Fede (15,08%).
Il 3 agosto 2023, in seguito alla morte di Berlusconi e la successione di Tajani alla guida di Forza Italia, viene nominato Responsabile del settore organizzazione del partito.